# Ricardo de Évreux
Ricardo de Évreux (c. 1011-13 de diciembre de 1067), fue un noble normando, conde de Évreux de 1037 a 1067 y señor de Herlève. Fue hijo de Roberto el Danés, arzobispo de Ruan.

## Biografía
Aparece en 1026 después que su padre le done el dominio de Douvrend, separado impropiamente de los bienes de la archidiócesis de Ruan. Le sucede a su padre en 1037.
El duque de Normandia Roberto I de Normandía había muerto poco antes, y su desaparición provoca una ruptura del ducado de Normandia a causa de su sucesión, y algunos señores rechazan el reconocimiento de Guillermo el Bastardo (más tarde el Conquistador), hijo ilegítimo del duque y de su concubina Arlette de Falaise.
En 1040, Raúl de Gacé, hermano de Ricardo, fue el instigador de la muerte de su primo, Gilberto de Brionne, tutor del joven duque, y tomó su lugar como tutor. Los dos hermanos aprovecharon su posición dominante con el duque para incrementar sus bienes, deshacerse de la familia de Tosny y repartirse los despojos de sus enemigos vencidos. Ricardo desposa así a la viuda de Roger I de Tosny.
Cuando el duque Guillermo asume los destinos del ducado, Ricardo, que parecía tener en ello un papel modesto en las luchas de poder, conserva los favores del duque. Funda a continuación la abadía de San Salvador de Évreux, y fue presentado a la asamblea de barones normandos que decidió la conquista de Inglaterra. Muy mayor, no participa en la expedición pero financia una parte, envía ochenta navíos así como a su hijo Guillermo que participa en la batalla de Hastings.
Muere el 13 de diciembre de 1067 y fue enterrado en la abadía de Fontenelle.

## Matrimonio e hijos
Tomó como esposa, después 1040, a Godehilde, viuda de Roger I de Tosny. De este matrimonio nacieron :
- Guillermo († 1118), conde de Évreux
- Inés, casada con Simón I de Montfort († 1087), señor de Montfort
- Godehilde, monja de San Salvador de Évreux